# Cuevo
Cuevo est une ville du département de Santa Cruz en Bolivie située dans la province de Cordillera. Sa population s'élevait à 1 637 habitants en 2001.